# Felice Piemontese
Felice Piemontese (Monte Sant'Angelo, 25 gennaio 1942) è uno scrittore, giornalista e poeta italiano.

## Biografia
Nato nel 1942 a Monte Sant'Angelo, in provincia di Foggia, vive dal 1946 a Napoli. La famiglia vi si trasferì infatti alla fine della seconda guerra mondiale dal momento che l'attività sartoriale del padre era stata resa particolarmente difficoltosa nel piccolo centro, in seguito alla devastazione portata dagli eventi bellici. Fu espulso dal liceo; iniziò poi a collaborare con alcune pubblicazioni culturali. Dal 1965 lavorò per L'Unità, dapprima come collaboratore non retribuito e poi come praticante; nel 1967 partecipò all'incontro di Fano con il Gruppo 63. Scrisse anche per altre riviste, tra cui Nuovo Impegno, continuando a lavorare per L'Unità fino all'elezione di Rocco Di Blasi quale responsabile di redazione: lasciato il quotidiano comunista, entrò in RAI (1978). All'interno della sezione napoletana della RAI si occupa dapprima del telegiornale e poi del giornale radio.
Come narratore è stato due volte finalista al Premio Bergamo , nel 1990 con Epidemia e nel 2002 con Dottore in niente. Il suo archivio è conservato presso il Centro per gli studi sulla tradizione manoscritta di autori moderni e contemporanei dell’Università di Pavia.

## Opere

### Curatele
- Autodizionario degli scrittori italiani, Milano, Leonardo, 1990

### Narrativa
- Testo, Ravenna, Longo, 1973
- Da un'immensa distanza, Brescia, Shakespeare & Company, 1985
- Epidemia, Napoli, Pironti, 1989
- Dottore in niente, Venezia, Marsilio, 2001
- Fantasmi vesuviani, Matelica, Hacca, 2009

### Poesia
- Là-bas, Torino, Geiger, 1971
- Ancora delle poesie visive, Continuum, 1972
- M D Z, Napoli, Colonnese, 1972
- Intorno a quelle macerie, Roma, Carte segrete, 1981
- La città di Ys, Lecce, Manni, 1996
- Il migliore dei mondi, San Cesario, Manni, 2006

### Saggi
- Dopo l'avanguardia: interventi sulla letteratura (1968-1980), Napoli, Guida, 1981

### Traduzioni
- Jean Noël Schifano, La danza degli ardenti, Napoli, Pironti, 1988
- Jean Noël Schifano, Cronache napoletane, Napoli, Pironti, 1992 (con Carmen Micillo)
- Jean-Charles Vegliante, Pensiero del niente, Milano, Stampa2009, 2016, bilingue (pref. M. Cucchi)